# Товкайло Микола Тихонович
Мико́ла Ти́хонович Товка́йло  (24 грудня 1949 р.) — український кобзар, археолог. Кандидат історичних наук (1998), голова Переяслав-Хмельницького районного об'єднання ВУТ «Просвіта» імені Тараса Шевченка.

## Біографія
Народився 24 грудня 1949 р. в с. Коровʼє Хмельницької області.
1998 року захистив кандидатську дисертацію за темою «Неоліт Степового Побужжя».
Працює завідувачем сектору Національного історико-етнографічного заповідника «Переяслав».
Народну бандуру став опанувати з 1978 року у Георгія Ткаченка. Цехмайстер Київського кобзарського цеху з 2001 року. Майстер старосвітських бандур. Приятелював з поетом Борисом Мозолевським, художником  Миколою Трегубом і кобзарем-художником  Миколою Будником, з якими поділяв погляди на долю України.

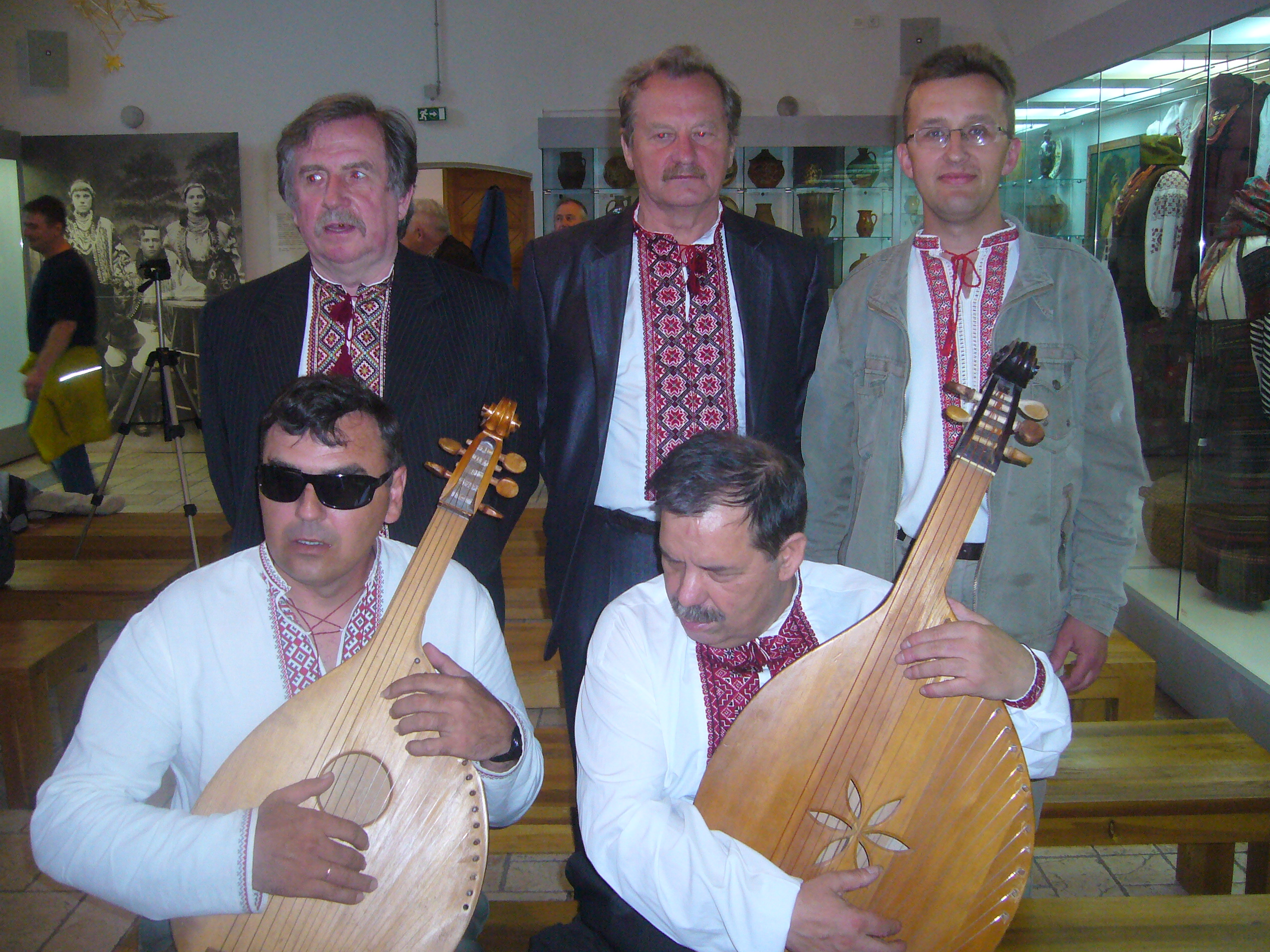
Панмайстри кобзарських цехів з незрячими виконавцями: Михайло Хай (Львівський цех), Микола Товкайло (київський цех), Костянтин Черемський (Харківський цех)(вгорі); Лайош Молнар та Олександр Тріус (нижній ряд).

## Праці
- Товкайло М. Т., Слово на захист народної (старосвітської) бандури // Тези до науково-практичної конференції: «Українське кобзарство в музичному світі: традиції і сучасність». — К., 1997. — С.38-39.
- Товкайло М., Бандура Гната Гончаренка зі збірки Національного Історико-етнографічного заповідника «Переяслав» // Традиції і сучасне в українській культурі. Тези доповідей Міжнародної науково-практичної конференції, присвяченої 125-річчю Гната Хоткевича. — X.: 2002. — С.4-75
- Товкайло, М. Т. (2017) 'Слідами Бозької археологічної експедиції 1930-1932 рр.', Археологія і давня історія України, (4 (25)), С. 56–70.

## Дискографія
- «Кто кріпко на Бога уповая» ПСАЛЬМИ ТА КАНТИ, Кобзарський цех — «Оберіг ХХІ»,2003